# Armorial des barons militaires de l'Empire (C-E)
Pour un article plus général, voir Armorial des barons de l'Empire.
Cet article présente et décrit les armoiries des barons militaires sous le Premier Empire de C à E.
- Armorial des barons militaires de l'Empire (A-B)
- Armorial des barons militaires de l'Empire (F-Z)

## C

### Ca à Cd
| Figure | Nom du baron et blasonnement |
| ------ | --- |
|        | Marc Cabanes de Puymisson (15 février 1760 à Montpellier † 2 décembre 1821), colonel du 17e léger (6 nivôse an XIV), général de brigade (18 février 1810), baron Cabanes de Puymisson et de l'Empire (décret du 19 mars 1808, lettres patentes du 2 juillet 1808 (Bayonne)), officier de la Légion d'honneur (14 mai 1807), D'azur ; à la licorne furieuse, rampant, et contournée d'argent; quartier des barons militaires brochant sur le tout., |
|        | François Cabeau (8 juin 1756 - Flaçey (Jura) ✝ 21 septembre 1820 - Sens (Yonne)), colonel d'artillerie (24 novembre 1806), baron Cabau et de l'Empire (décret du 15 août 1809, lettres patentes du 17 mai 1810 (Gand)), officier de la Légion d'honneur (14 mai 1807), Écartelé, au premier d'azur au coq contourné, la tête à dextre d'argent, crêté et barbé de gueules, becqué et membré d'or ; au deuxième des barons titrés de l'armée ; au troisième de gueules à la bombe d'or d'or enflammée d'argent ; au quatrième d'azur au lévrier arrêté d'or. |
|        | Jean Baptiste Cacault (6 janvier 1769 - Surgères ✝ 30 septembre 1813 - Torgau), général de brigade (14 août 1809), baron Cacault et de l'Empire (décret du 15 août 1809, lettres patentes du 14 avril 1810 (Compiègne)), officier de la Légion d'honneur (25 prairial an XII), Coupé au premier parti à dextre d'argent à la bande d'azur chargée de trois étoiles du champ, à senestre des barons titrés de l'armée, le deuxième d'azur au léopard d'argent surmonté d'une croix enhendée d'or., |
|        | Nicolas Cadrès (né le 11 janvier 1773 - Saint-Denis (Gironde)), capitaine au 24e de ligne, baron Cadrès et de l'Empire (décret du 15 août 1809, lettres patentes du 27 septembre 1810 (Fontainebleau), Écartelé au premier et quatrième d'argent au lion rampant d'azur, tenant de la dextre une épée du même ; au deuxième des barons titrés de l'armée ; au troisième de gueules au chevron d'argent. Livrées : les couleurs de l'écu. |
|        | François René Cailloux, dit Pouget (né à Craon (Lorraine) le 28 juillet 1767), colonel du 26e régiment d'infanterie légère (12 pluviôse an XIII), général de brigade (30 mai 1809), baron Cailloux Pouget et de l'Empire (décret du 19 mars 1808, lettres patentes du 2 août 1808 (Bordeaux)), grand officier de la Légion d'honneur (20 avril 1831), chevalier de Saint-Louis (20 août 1814), D'azur; au chevron d'or, accompagné de trois grenades aussi d'or enflammées de gueules, quartier des barons militaires brochant sur le tout. |
|        | Jean-Chrysostôme Calès (né le 27 janvier 1769 à Caraman (Languedoc)), colonel du 96e régiment de ligne (14 février 1807), baron Calès et de l'Empire (décret du 19 mars 1808, lettres patentes du 11 juillet 1810 (Rambouillet)), officier de la Légion d'honneur (11 juillet 1807), D'azur, à la cuirasse à l'antique d'or adextrée d'une S et sénestrée d'un C d'argent et surmontée d'un casque aussi d'or posé au deuxième point en chef ; franc quartier des barons titrés de l'armée. |
|        | Jean-Pierre-Hugues Cambacérès (13 novembre 1778 - Montpellier ✝ 5 septembre 1826 - Paris), Général de brigade (10 juillet 1806), 1er baron de Cambacérès et de l'Empire (mai 1808), officier de la Légion d'honneur (25 prairial an XII), Chevalier de Saint-Louis (17 juillet 1816), D'or, dextrochère au naturel paré de gueules, rebrassé d'hermines mouvant de sénestre, tenant les tables de la loi de sable, accompagné de trois lozanges de même, cantonné à sénestre en chef du quartier des barons sortis de l'armée et à dextre d'un chevron de gueules accompagné de trois rosettes de même., ou Parti : au I d'or, au dextrochère de carnation, paré de gueules, retroussé d'hermine, tenant les tables de la loi de sable, le tout accompagné de trois losanges de sable ; au II coupé du franc-quartier des Barons militaires de l'Empire et d'or, au chevron de gueules, accompagné de trois roses du même (de Cambacérès).                                                 |
|        | Pierre Jacques Étienne Cambronne (26 décembre 1770 - Saint-Sébastien-sur-Loire ✝ 29 janvier 1842 - Nantes), général de brigade, baron Cambronne et de l'Empire (décret du 15 mars 1810, lettres patentes du 4 juin 1810] (Saint-Cloud)), comte de l'Empire (1815), Vicomte Cambronne (1822), grand officier de la Légion d'honneur (1er avril 1815), Chevalier de Saint-Louis (1819), Pair de France (2 juin 1815 (Cent-Jours)), - Armes du baron Cambronne et de l'Empire : D'azur au lion en abîme, à l'orle de dix grenades d'argent, allumées du même au franc quartier des barons titrés de l'armée., |
|        | Toussaint Campi (31 octobre 1777 - Ajaccio ✝ 12 octobre 1832 - Lyon), colonel du 26e léger (26 mai 1809), colonel au 65e de ligne (4 août 1811), Général de brigade (12 avril 1813), lieutenant général (27 février 1831), baron de l'Empire (15 août 1810), officier de la Légion d'honneur Coupé : au 1, parti de sinople, à une gerbe d'or et du quartier des barons militaires de l'Empire ; au 2, d'argent, à une sirène de carnation, tenant de sa main dextre un miroir ovale d'azur encadré d'or, et nageant sur une mer de sinople. Devise : CAMPI TUI REPLEBUNTUR UBERTATE,. |
|        | Christophe François Camus de Richemont (11 septembre 1774 - Montmarault (province d'Auvergne) ✝ 18 octobre 1813 - à la bataille de Leipzig), chef d'escadron (24 février 1805), colonel (25 août 1809), Général de brigade (1er mars 1813), baron de Richemont et de l'Empire (lettres patentes du 28 mai 1809), officier de la Légion d'honneur (15 mars 1812), Écartelé au premier d'azur au chevron d'or, accompagné de trois coquilles d'argent, surmonté d'un comble d'or à trois bandes de gueules ; au deuxième des barons titrés de l'armée ; au troisième d'or à la fasce de gueules, accompagnée de trois hures de sanglier de sable, allumées et lampassées de gueules, défendues d'argent ; au quatrième échiqueté d'argent et d'azur., |
|        | Jules de Canouville (19 mai 1785, Paris – 7 septembre 1812, Borodino), chef d'escadron, aide de camp de Berthier (30 mars 1807), baron de l'Empire (lettres patentes du 22 octobre 1810). De gueules à trois molettes d'éperon d'or ; au franc-quartier des barons titrés de l'armée. |
|        | Antoine de Canouville (8 juillet 1763, Paris – 18 décembre 1834, Paris), baron de l'Empire (lettres patentes du 13 juillet 1813), commandeur de la Légion d'honneur (31 octobre 1829). De gueules à trois molettes d'éperon d'or, deux et une ; franc-quartier des barons titrés de l'armée, à la filière d'argent, brochant au neuvième de l'écu. |
|        | Charles-Joseph Carmejane (6 juillet 1772 - Ménerbes (Comtat Venaissin) ✝ 14 décembre 1830 - Avignon), colonel du 5e régiment d'artillerie à pied (1er mars 1810), baron Carmejane et de l'Empire (décret du 15 août 1809, lettres patentes du 11 juin 1810 (Saint-Cloud), titre de baronconfirmé le 10 juillet 1824), officier de la Légion d'honneur (17 janvier 1815), Chevalier de l'ordre de la Couronne de fer (23 décembre 1807), Chevalier de l'ordre royal et militaire de Saint-Louis (20 août 1814), Écartelé : au premier d'or au chevron de gueules accompagné de trois larmes du même au comble d'azur, chargé de trois étoiles d'argent en fasce ; au deuxième de gueules, à l'épée haute d'argent posée en pal, qui est des Barons-Militaires ; au troisième de gueules, au lion d'argent tenant une grenade de sable allumée d'argent, qui est de l'artillerie ; au quatrième d'or, à la bande d'azur chargée de trois étoiles, d'argent, qui est d'Antoine de Pierredon., |
|        | Pierre Louis Auguste Caron (25 juin 1774 - Brunehamel (Picardie) ✝ 9 mai 1832 - Paris), Colonel, chef de l'état-major d'artillerie du 6e corps de la Grande Armée, chevalier de l'Empire (lettres patentes du 15 juillet 1810), puis baron de l'Empire (lettres patentes du 9 octobre 1813), commandeur de la Légion d'honneur (17 janvier 1815), Chevalier de l'ordre royal et militaire de Saint-Louis (19 juillet 1814), D'azur, au chevron de gueules accompagné en pointe d'un cheval courant d'or et en chef d'une tête de Maure du même ; au franc quartier des barons titrés de l'armée. ou D'azur au chevron cousu de gueules accompagné en chef de deux têtes de Maures, d'or, et en pointe d'un cheval libre, galopant, du même ; Franc-quartier des barons titrés de l'armée, brochant au 9e de l'écu. |
|        | Claude Carra de Saint-Cyr (28 juillet 1760 - Lyon ✝ 5 janvier 1834 - Vailly-sur-Aisne), général de division (9 fructidor an IX), baron Carra Saint Cyr et de l'Empire (décret du 19 mars 1808, lettres patentes du 11 août 1808 (Nantes)), comte (1814 : première Restauration), grand officier de la Légion d'honneur (11 juillet 1807), Chevalier de Saint-Louis (1814), D'azur, au chevron d'argent, accompagné de trois losanges du même, 2 en chef, et 1, le tout soutenu d'un croissant du second ; au franc quartier des barons militaires brochant., |
|        | Jean-Auguste Carrié de Boissy (7 juillet 1764 - Entraygues-sur-Truyère (Comtat Venaissin) ✝ 31 octobre 1838 - Saint-Martin-de-Bavel (Ain)), général de brigade (4 avril 1807), baron Carrié de Boissy et de l'Empire (décret du 15 août 1809, lettres patentes du 26 avril 1810 (Compiègne)), commandant de la Légion d'honneur (4 nivôse an XIV), Chevalier de Saint-Louis (1814), Écartelé au premier d'or au croissant d'azur, surmonté de deux étoiles du même ; au deuxième des barons titrés de l'armée ; au troisième de gueules au casque en abyme d'argent ; accompagné de deux branches de laurier du même ; au quatrième d'or au lion léopardé de sable,. |
|        | Louis Chrétien Carrière (14 avril 1771 - Malplacey, près de Brouchy (Somme) ✝ 16 décembre 1813 - Metz), général de brigade (24 décembre 1805), général de division (4 décembre 1812), baron Carrière de Beaumont et de l'Empire (décret du 19 mars 1808, lettres patentes du 26 octobre 1808 (Paris)), commandant de la Légion d'honneur (14 octobre 1806), Coupé ; le premier parti de sinople et de gueules ; le sinople à la pyramide d'argent alaisée ; le gueules au signe des barons militaires ; le second d'argent au sphinx de carnation couché sur une tablette de granit au naturel., |
|        | Henri de Carrion-Nizas (17 mars 1767 - Pézenas) ✝ 5 juillet 1841 - Montpellier), adjudant-commandant, baron Carrion de Nisas et de l'Empire (lettres patentes du 2 novembre 1810), Légionnaire (4 frimaire an XII, chancelier de la 9e cohorte), Parti d'un trait coupé de deux ; au 1er d'azur à la croix d'or; au 2e des barons de l'armée ; au 3e d'azur à trois tours 2 et 1 d'argent, ouvertes, ajourées et maçonnées de sable ; au 4e d'azur à la bande d'or senestrée d'un lion du même ; au 5e d'azur à la comète d'or ; au 6e d'azur à la tour d'argent ouverte, ajourée et maçonnée de sable ; au comble de gueules chargé de trois casques au profil d'argent; sur le tout d'azur à la tour d'argent, donjonnée de trois tourelles du même, ouvertes, ajourées et maçonnées de sable. |
|        | Louis Victorin Cassagne (5 juin 1774 - Alan ✝ 6 juillet 1841 - Toulouse), Général de brigade (7 juillet 1807), Général de division (30 mai 1813), baron Cassagne et de l'Empire (décret du 19 mars 1808, lettres patentes du 18 juin 1809 (Quartier général impérial de Schönbrunn)), commandant de la Légion d'honneur (23 janvier 1813), Chevalier de l'ordre de la couronne de fer (3 octobre 1813), Commandeur de l'ordre de la Réunion (24 septembre 1813), Chevalier de l'ordre royal et militaire de Saint-Louis (13 août 1814), Coupé ; le premier parti, à dextre de sinople à la pyramide d'argent, à sénestre de gueules au signe des barons titrés de l'armée ; le deuxième d'or au chêne terrassé de sinople, surmonté d'un chevron de sable., Armes parlantes (La pyramide rappelle la campagne d'Égypte, On reconnaît dans le chêne le casse languedocien de Cassagne). |
|        | Pierre Cassagne (31 décembre 1763 - Toulouse ✝ 26 novembre 1833), général de brigade (1er floréal an VIII, confirmé dans ce grade par arrêté du premier Consul, du 4 brumaire an IX), baron Cassagne et de l'Empire (décret du 19 mars 1808, lettres patentes du 5 août 1812), commandant de la Légion d'honneur (23 janvier 1811), Chevalier de l'ordre royal et militaire de Saint-Louis (1814), Coupé : au I, parti d'azur à une forteresse d'argent et du quartier des barons militaires de l'Empire ; au 2, d'or au lion naissant de sable tenant une épée de gueules, issant d'une onde de sinople. |
|        | Noël-Georges Castellan (25 décembre 1764 - Smyrne (aujourd'hui İzmir, en Turquie) ✝ 14 avril 1812 - Paris), colonel du 60e régiment de ligne (27 juillet 1808), baron Castellan et de l'Empire (lettres patentes du 15 septembre 1811), officier de la Légion d'honneur (15 août 1806), Coupé, au I d'or à un casque de sable grillé et taré de front, panaché de gueules; au II d'azur à deux tours carrées réunies par un mur crénelé, le tout d'argent, ouvert et maçonné de sable et soutenu d'argent; au franc-quartier des barons militaires. |
|        | Bertrand Pierre Castex (24 juin 1771 - Pavie (Gers) ✝ 19 avril 1842 - Strasbourg), colonel du 20e chasseurs à cheval (20 octobre 1806), général de brigade (21 juillet 1809), général de division (28 octobre 1813), baron Castex et de l'Empire (décret du 19 mars 1808, lettres patentes du 16 septembre 1808 (Palais de Saint-Cloud)), Vicomte héréditaire (ordonnance du roi et lettres patentes du 17 août 1822), grand officier de la Légion d'honneur (20 mai 1823), grand-croix de Saint-Louis (ordonnance du 3 novembre 1827), grand-croix de l'ordre de Saint-Ferdinand d'Espagne (4 novembre 1823), Parti de sable et de gueules, coupé d'azur ; le sable à trois molettes d'éperons d'or, le gueules au signe des barons militaires ; l'azur au cheval gai et galoppant d'argent., |
|        | Auguste Jean-Gabriel de Caulaincourt (16 septembre 1777 - Caulaincourt (Aisne) ✝ 7 septembre 1812 - à la bataille de la Moskowa), général-major (10 août 1806 (Royaume de Hollande), confirmé général de brigade le 11 février 1808), général de division (7 septembre 1809), baron de Caulaincourt et de l'Empire (décret du 19 mars 1808, lettres patentes de juin 1808 (Bayonne)), comte de l'Empire (1810), commandant de la Légion d'honneur (décret impérial du 4 nivôse an XIV (25 décembre 1805)), Grand-croix de l'ordre de la Réunion (octobre 1811), Grand-croix de l'ordre royal du Mérite (Royaume de Hollande), De sable coupé d'or, le coupé d'or chargé d'un sauvage de gueules appuyé sur une massue de sable et portant sur le poing dextre un coq de sable, franc quartier de baron sorti de l'armée., |
|        | Jean-Baptiste Alexandre Cavrois (23 janvier 1774 - Coigneux ✝ 22 novembre 1820 - Versailles), général de brigade (4 décembre 1813), chevalier de l'Empire (20 août 1808), baron de l'Empire (15 août 1810), officier de la Légion d'honneur (14 mars 1806), Chevalier de l’ordre royal et militaire de Saint-Louis (20 août 1814), - Armes de chevalier de l'Empire : Tiercé en bande : au 1, d'azur, à une étoile d'or en chef, acc. à senestre d'un soleil cantonné d'or ; au 2, de gueules, à l'insigne des Chevaliers Légionnaires ; au 3, d'or, à un cor-de-chasse de gueules chargé d'une branche de laurier de sinople, et d'une épée de sable en sautoir. - Armes de baron de l'Empire : Coupé : au 1, parti a) d'or à trois étoiles d'azur, b) du quartier des barons militaires de l'Empire ; au 2, d'azur, à un croissant d'argent. |
|        | Louis-Joseph Elisabeth Cazals (1774 ✝ 1813), général de brigade au corps impérial du génie, baron Cazals et de l'Empire (décret du 19 mars 1808, lettres patentes du 21 décembre 1808 (Madrid)), officier de la Légion d'honneur (25 prairial an XII), Coupé : le premier parti d'or au casque et à la cuirasse de sable orlés d'argent brochant sur quatre drapeaux aussi de sable, croisés en sautoir, surmontés d'un croissant d'azur montant entre deux étoiles de gueules et de gueules au signe des barons militaires, le deuxième d'argent au flammand naturel, passant, terrassé de sinople, adextré d'un papirus et sénestré d'un lotus aussi au naturel., |

### Ce à Ck
| Figure | Nom du baron et blasonnement |
| ------ | --- |
|        | Guillaume-Michel Cerise (29 septembre 1769 - Allein (vallée d'Aoste) ✝ 28 février 1820 - Paris), adjudant-commandant (1er vendémiaire an X), 1er baron Cerise et de l'Empire (décret du 15 août 1809, lettres patentes du 11 juin 1810 (Saint-Cloud)), officier de la Légion d'honneur (25 prairial an XII), Écartelé, au premier d'argent, au lion naissant de sable, lampassé de gueules ; au deuxième des barons titrés de l'armée ; au troisième d'azur, à trois étoiles d'argent posées 2 et 1 ; au quatrième d'argent au cerisier arraché de sinople fruité de gueules., Armes parlantes (Cerisier⇔Cerise). |
|        | Louis François Jean Chabot (26 avril 1757 - Niort ✝ 11 mars 1837 - Sansais), général de brigade (30 juillet 1793), général de division (29 avril 1794), baron Chabot et de l'Empire (lettres patentes du 30 août 1811, confirmé dans le titre de baron héréditaire par lettres patentes du 28 décembre 1816), grand officier de la Légion d'honneur (17 janvier 1815), Écartelé : en 1 et 4, d'or à trois chabots de gueules (qui est de Chabot) ; en 2, de gueules à l'épée d'argent en pal (qui est des barons titrés de l'armée) ; en 3, d'azur, à la forteresse donjonnée de trois tourelles crénelées d'argent, ouvertes, ajourées et maçonnées de sable, soutenue d'un rocher d'argent, cantonnée à dextre et en chef d'une botte éperonnée d'argent, à senestre d'un casque taré de profil d'or, et en pointe, à dextre d'une galère antique d'or, à senestre un cygne nageant d'argent. Armes parlantes. |
|        | Jacques-Antoine de Chambarlhac de Laubespin (2 août 1754 - Les Estables (Auvergne) ✝ 23 février 1826 - Paris), général de brigade (sur le champ de bataille du pont d'Arcole), général de division (an VIII), baron de l'Aubespin et de l'Empire (lettres patentes du 30 août 1811), commandant de la Légion d'honneur (25 prairial an XII), chevalier de Saint-Louis (21 août 1814), Écartelé : au 1 d'azur au chevron d'or accompagné de trois colombes du même, becquées et membrées de gueule, deux en chef, une en pointe (de Chambarlhac) ; au 2 des barons titrés de l'armée ; au 3 d'or à l'aubépine de sinople, terrassée du même ; au 4 de sinople chargé d'un camp composé de tentes d'argent, la plus grande posée en abime. Armes parlantes (Laubespin⇔aubépine). |
|        | Dominique-André de Chambarlhac (17 mai 1754 - Arraye-sur-Seille (Lorraine) ✝ 4 août 1823), général de brigade (12 pluviôse an XIII), lieutenant-général honoraire (20 août 1814), baron de Chambarlhiac et de l'Empire (lettres patentes du 6 octobre 1810), commandant de la Légion d'honneur (15 août 1806), Chevalier de Saint-Louis (27 juin 1814), D'azur au chevron d'or, accompagné de trois colombes d'argent ; franc-quartier des barons titrés de l'armée. |
|        | Vital Joachim Chamorin (16 août 1773 - Bonnelles (Seine-et-Oise) ✝ 25 mars 1811 - Campo Maior (Portugal)), chef d'escadron aux grenadiers à cheval de la Garde impériale (5 septembre 1805), colonel du 26e régiment de dragons (14 février 1807), général de brigade (5 mars 1811), baron Chamorin et de l'Empire (décret du 19 mars 1808, lettres patentes du 18 février 1808 (1809)), commandant de la Légion d'honneur (11 décembre 1808), Coupé : au I, parti d'or, à un dragon de sinople, tenant une épée d'azur et du quartier des barons militaires de l'Empire ; au 2, d'azur, à un palmier terrassé d'or, fruité d'argent, accosté de deux étoiles, aussi d'argent., ou Coupé : 1, parti : 1, d'argent, au lion d'azur; 2, du quartier des barons militaires ; 2, d'azur, à l'arbre accosté de deux étoiles, le tout d'argent. |
|        | Aaron-Claude-Théodore Chaponnel (8 janvier 1774 - Paris ✝ 8 juillet 1809 - Vienne (Autriche)), adjudant-commandant, chef de l'état-major du corps des grenadiers réunis, baron Chaponnel et de l'Empire (décret du 19 mars 1808, lettres patentes de 27 novembre 1808 (Camp impérial d'Aranda de Duero)), officier de la Légion d'honneur (28 octobre 1808), Parti d'azur et de gueules, coupé de sinople, l'azur à l'étoile d'argent ; le gueules au signe des barons militaires ; le sinople au croissant montant d'argent sur lequel broche un sabre de hussard, d'or, la pointe haute. |
|        | Joseph Claude Marie Charbonnel (24 mars 1775 - Dijon † 10 mars 1846 - Paris), général de division, baron Charbonnel et de l'Empire (décret du 19 mars 1808, lettres patentes de 10 septembre 1808 (Palais de Saint-Cloud)), comte de Salès et de l'Empire (lettres patentes du 22 janvier 1814), grand-croix de la Légion d'honneur (ordonnance royale du 20 août 1824), Chevalier de l’ordre royal et militaire de Saint-Louis (ordonnance royale du 9 juillet 1814), Pair de France (25 décembre 1841), - Armes de baron de l'Empire : D'azur; au casque taré de front et grillé d'or, panaché de six plumes d'autruche de sable, accompagné à dextre d'une épée en pal d'argent, et à sénestre d'un bouclier incliné d'argent chargé d'une tête de lion au naturel, surmontée de deux tourterelles affrontées aussi au naturel; quartier des barons militaires., - Armes de comte de l'Empire : D’azur au casque taré de front et grillé d’or, panaché de 6 plumes d’autruche de sable, accosté à dextre d’une épée haute d’argent, à senestre d’un bouclier incliné d’argent chargé d’une tête de lion au naturel, senestré d’une lance en pal de sable surmonté de 2 tourterelles affrontées au naturel ; au chef tiercé en pal : 1) d’azur à l’épée haute d’argent, montée d’or ; 2) de gueules au sautoir d’argent, cantonné de 3 étoiles d’argent et d’un croissant du même ; 3) d’or accosté à dextre de 3 foudres de gueules, à senestre d’une muraille de sable., |
|        | Hugues Charlot (10 juin 1757 - Voiron (Isère) † 18 décembre 1821 - Bordeaux), général de brigade (11 fructidor an XI), baron de l'Empire (6 septembre 1811), commandant de la Légion d'honneur (25 prairial an XII), D'argent, au cheval galopant de sable; surmonté de deux étoiles d'azur en fasce, et adextré d'une bombe d'or, allumée de gueules; au franc quartier de baron militaire. |
|        | Jean-Baptiste Charnotet (17 septembre 1761 - Autrey-lès-Gray † 3 novembre 1843 - Autrey-lès-Gray (Haute-Saône)), colonel du 27e régiment d'infanterie légère (1803), général de brigade (4 juin 1807), baron Charnotet et de l'Empire (décret du 19 mars 1808, lettres patentes du 20 août 1809 (Quartier général Impérial de Schönbrunn)), officier de la Légion d'honneur (25 prairial an XII), Chevalier de Saint-Louis (1814), D'azur au chevron d'argent accompagné en chef de deux étoiles d'argent et en pointe d'une tête de lion arrachée d'or : franc quartier des barons titrés de l'armée. |
|        | Germain Charpentier (9 avril 1771 - Fort Vauban (Strasbourg) ✝ 11 décembre 1860), colonel du 3e régiment de chasseurs le 14 août 1806), baron Charpentier et de l'Empire (décret du 19 mars 1808, lettres patentes du 25 mars 1809 (Paris)), officier de la Légion d'honneur (14 mars 1806), D'azur à la hache et au sabre d'argent, montés d'or croisés en sautoir au comble de sinople chargé de deux étoiles d'argent, quartier des barons titrés de l'armée. |
|        | Jean-Louis Charrière (3 février 1765 - Bourg-Saint-Andéol (Ardèche) ✝ 11 août 1846 - Viviers (Ardèche)), colonel du 57e régiment d'infanterie de ligne (28 mars 1808), général de brigade (21 septembre 1812), baron Charrière et de l'Empire (décret du 19 mars 1808, lettres patentes du 9 janvier 1810 (Paris)), Commandant de la Légion d'honneur (10 août 1809), chevalier de l'ordre de la Couronne de Fer (18 juin 1813), chevalier de l'ordre royal et militaire de Saint-Louis (5 septembre 1814), Écartelé ; au premier de sable, au coq d'or, crêté et barbé de gueules ; au deuxième des barons titrés de l'armée ; au troisième d'azur à la lance et à l'épée d'or en sautoir, surmontées d'une étoile d'argent ; au quatrième de sinople, à la levrette d'argent, passant et colletée du même., |
|        | Thomas Jean Chassereaux (7 novembre 1763 - Bain-de-Bretagne ✝ 5 octobre 1840 - Paris), Colonel du 40e régiment d'infanterie de ligne (16 mai 1806), général de brigade (6 août 1811), baron de l'Empire (lettres patentes du 28 mai 1808), commandant de la Légion d'honneur (décret impérial du 17 décembre 1809), Chevalier de Saint-Louis (ordonnance de Louis XVIII du 16 août 1814), Écartelé : au I, d'azur, à un lévrier courant d'or, colleté du même ; au II du quartiers des barons militaires de l'Empire ; au III, de gueules, à deux drapeaux français d'or, passés en sautoir, surmontés d'une étoile d'argent ; au IV, d'azur, à une forteresse d'argent, ouverte et ajourée de sable, flanquée de deux tours d'argent, celle à senestre en ruines., |
|        | François Pierre Chauvel (23 décembre 1768 – Honfleur ✝ 17 juin 1838 – Poitiers), colonel du 64e de bataille (sur le champ de bataille d'Austerlitz), général de brigade (10 mars 1809), baron Chauvel et de l'Empire (décret du 19 mars 1808, lettres patentes du 20 juillet 1808 (Bayonne)), officier de la Légion d'honneur (1809), chevalier de Saint-Louis (5 novembre 1814), D'azur, au chien courant d'argent, accolé et bouclé d'or, accompagné en chef à dextre d'un casque du même; quartier des barons militaires. |
|        | Jean Chemineau (26 avril 1771 – Grelet ✝ 12 juin 1852 – Poitiers), Colonel du 76e régiment d'infanterie de ligne (28 juin 1807), Général de brigade (22 juin 1811), Général de division (31 juillet 1813), baron Chemineau et de l'Empire (décret du 19 mars 1808, lettres patentes du 26 octobre 1808 (Paris)), commandant de la Légion d'honneur (décret impérial du 10 août 1813), Chevalier de Saint-Louis (ordonnance du 27 octobre 1814), Coupé, au premier parti de sable et de gueules; le sable au lévrier rampant d'or, le gueules au signe des barons militaires, le coupé d'azur, au palmier d'or, terrassé de même., |
|        | Dezydery Chłapowski (23 mai 1788 - Turew ✝ 27 mars 1879 - Turew), colonel du 1er régiment de chevau-légers lanciers polonais de la Garde impériale, général de division (polonais, 1831), baron d'Empire (15 août 1809, diplôme du 4 janvier 1811), chevalier de la Légion d'honneur et de l'ordre militaire de Virtuti Militari, D'azur, à une bande d'argent, chargée de trois émeraudes de sable, au canton des barons militaires de l'Empire brochant., |
|        | Józef Chłopicki (19 mai 1768 - Kapustyn (pl) ✝ 21 septembre 1854 - Cracovie), général de brigade, baron de l'Empire (4 janvier 1811), officier de la Légion d'honneur (8 juillet 1809), Coupé : au I parti de sable au bouclier d'argent, chargé d'un écot de chêne, sommé d'une croix, le tout de sable, et surmonté d'un écot de chêne d'argent ; sommé d'une croix du même, soutenu d'un vol ouvert aussi d'argent et du quartier des barons militaires de l'Empire ; au 2 d'azur à l'éclair en bande d'or ; au canton des barons militaires brochant., |
|        | Józef Chłusowicz (19 mars 1776 ✝ 1824), Colonel du 2e régiment de la Vistule (22 mars 1812), major du 3e régiment de chevau-légers lanciers de la Garde impériale (3 août 1812), baron de l'Empire (9 octobre 1813), officier de la Légion d'honneur (23 juin 1810), Écartelé : au I, d'azur à une fleur-de-lis perronnée de trois degrés d'argent, au II, du quartier des barons militaires de l'Empire ; au III, d'or à trois baïonettes d'or posées en barre ; au IV, parti de sable à un dextrochère tenant un sabre d'argent mouvant du flanc sénestre et mi-parti d'azur une tour d'argent. OU Ecartelé ; au premier d'azur au lys d'argent, soutenu de trois dégrés du même ; au deuxième des barons titrés de l'armée ; au troisième d'azur à trois baïonnettes l'une sur l'autre, en barre, la pointe haute d'or ; au quatrième parti de sable et d'azur ; le sable à la serre d'aigle mouvante du flanc sénestre, tenant un sabre, le tout d'argent ; l'azur à la demi tour, donjonnée d'argent, ouverte et maçonnée de sable, mouvante du flanc dextre.. |
|        | Louis Marie Joseph Gabriel César de Choiseul-Beaupré (Reuil-en-Brie, 22 décembre 1781 - 20 janvier 1823), colonel aide de camp du général Nansouty, baron de Choiseul-Beaupré et de l'Empire (décret du 15 août 1809, lettres patentes signées à Fontainebleau le 22 octobre 1810), commandeur de la Légion d'honneur (1er mai 1821), D'azur à la croix d'or cantonnée de vingt belettes du même, cinq dans chaque canton en sautoir : franc-quartier des barons titrés de l'armée brochant sur le tout. - Livrées : les couleurs de l'écu. |
|        | Louis Claude Chouard (15 août 1771 - Strasbourg ✝ 15 mai 1843 - Nancy), Colonel du 2e cuirassiers (27 décembre 1805), général de brigade (6 août 1811), baron Chouard et de l'Empire (décret du 19 mars 1808, lettres patentes du 27 novembre 1808 (Aranda de Duero)), commandeur de la Légion d'honneur (23 août 1814), chevalier de Saint-Louis (17 décembre 1814), Parti de sinople et de gueules, coupé d'azur ; le sinople au cheval gai galoppant d'or, surmonté de trois étoiles à cinq pointes d'argent ; le gueules au signe des barons militaires ; l'azur à la cuirasse d'argent frangée de gueules surmontée d'un casque aussi d'argent et traversée en barre et en bande de deux bannières d'or. |
|        | Charles-Joseph Christiani (27 février 1772 - Strasbourg ✝ 6 avril 1840 - Montargis), colonel (5 juin 1809), général de brigade (30 août 1813), baron Christiani et de l'Empire (décret du 3 décembre 1809, lettres patentes du 14 février 1810 (Paris)), D'or, à trois chevrons superposés d'azur; franc quartier des barons titrés de l'armée., |
|        | Nicolas-François Christophe (23 septembre 1770 - Nancy ✝ 14 août 1839 - Versailles), colonel du 25e régiment de cette arme (22 mars 1807), général de brigade (25 mars 1813), officier de la Légion d'honneur (11 octobre 1812), Chevalier de Saint-Louis (20 août 1814), Coupé au premier parti de sinople à la tête de cheval d'argent et de gueules au signe des barons titrés de l'armée, au deuxième d'argent au dextrochère au naturel rebrassé de sinople à cinq chevrons du champ sur la manche et armé d'un sabre recourbé de gueules le bras mouvant du flanc dextre. |
|        | Philippe Christophe (11 février 1769 - Nancy ✝ 28 avril 1848 - Versailles), Colonel au 5e régiment de cuirassiers, 1er baron de Lamotte-Guéry et de l'Empire (lettres patentes du 26 février 1814, confirmé dans ce titre, par lettres patentes de Louis XVIII, du 6 juillet 1816), commandant de la Légion d'honneur (29 juillet 1814) Chevalier de Saint-Louis (27 juin 1814), Coupé, au I, parti d'or au lion contouné de sable et du quartier des barons militaires de l'Empire ; au II d'azur à la redoute d'or mouvant du canton dextre de la pointe, sommée d'une batterie du même tirant de sable et de gueules sur un cuirassier à cheval aussi d'or venant de senestre et chargeant le sable à la main. |

### Cl à Cz
| Figure | Nom du baron et blasonnement |
| ------ | --- |
|        | Bertrand Clauzel (12 septembre 1772 - Mirepoix (Ariège) ✝ 21 avril 1842 - château de Secourrieu, Cintegabelle), général de division (18 décembre 1802), maréchal de France (30 juillet 1831), baron Clauzel et de l'Empire (décret du 15 août 1809, lettres patentes du 11 juin 1810 (Saint-Cloud)), comte Clauzel et de l'Empire (décret de 1813, confirmé le 31 décembre 1814, sans lettres patentes), grand-croix de la Légion d'honneur (14 février 1815), grand-croix de l'ordre de la Réunion (3 avril 1813), Chevalier de Saint-Louis (1er juin 1814), Écartelé ; au premier d'azur à trois étoiles une et deux d'argent ; au deuxième des barons titrés de l'armée ; au troisième d'azur à deux chevrons d'or l'un sur l'autre ; accompagnés de trois mains appaumées d'argent, deux en chef et une en pointe ; au quatrième d'or à trois crabes de gueules., |
|        | Gabriel-Joseph Clément (29 août 1766 - Catillon-sur-Sambre ✝ 2 août 1812 - Barcelone), général de brigade (26 septembre 1799), baron d'Aerzen et de l'Empire (décret impérial du 26 mars 1813, sans lettres patentes), commandant de la Légion d'honneur (24 prairial an XII : 14 juin 1804), Écartelé : au 1, d'azur, à un mont d'argent, surmonté d'une tête de cheval coupée d'or ; au 2 du quartier des barons militaires de l'Empire ; au 3, de gueules, à trois épées d'argent, garnies d'or, deux posées en sautoir et la troisième brochant en pal, acc. d'une étoile d'argent, brochant sur la lame de l'épée du milieu ; au 4, d'or, à deux palmiers de sinople, posés sur une terrasse du même. Sur le tout de sable à un cœur d'argent, enflammé de gueules., |
|        | Jacques-Valère Clément (5 juillet 1763 - Châteaudun ✝ 10 décembre 1839 - Montargis), colonel du 22e régiment d'infanterie de ligne (2 fructidor an XIII), maréchal-de-camp (4 juillet 1815), baron Clément et de l'Empire (décret du 19 mars 1808, lettres patentes du 20 juillet 1808 (Bayonne), commandant de la Légion d'honneur (25 prairial an XII), chevalier de Saint-Louis (5 novembre 1814), Écartelé : au premier d'azur chargé en chef d'un soleil d'or, et en pointe de deux étoiles de même posées en fasce; au deuxième de barons militaires; au troisième de gueules chargé d'une cuirasse d'argent frangée et orlée d'or traversée en barre d'une épée d'argent; au quatrième d'azur au cheval âilé d'argent, galoppant et contourné. |
|        | François Marie Clément de La Roncière (2 février 1773 - Amiens ✝ 28 juillet 1854 - Incarville), général de brigade (31 décembre 1806) employé à la 2e division de cuirassiers de la Grande Armée, général de division (11 juin 1809), baron Clément de La Roncière et de l'Empire (décret du 19 mars 1808, lettres patentes du 20 juillet 1808 (Bayonne)), commandant de la Légion d'honneur (4 nivôse an XIV), chevalier de Saint-Louis (24 juillet 1815), Écartelé; au premier et quatrième d'azur au chevron d'or, accompagné en chef de deux étoiles d'argent, et en pointe d'une colombe d'argent portant au bec une branche d'olivier de sinople; au deuxième des barons militaires; au troisième de gueules, au casque de dragons d'or surmonté d'une crinière de sable. |
|        | Guy-Pierre de Coëtnempren de Kersaint (26 novembre 1747 - Brest ✝ 24 août 1822 - Suresnes), capitaine de vaisseau (1er mai 1786), préfet maritime d'Anvers (Belgique, 9 mars 1812), Contre-amiral de la marine royale (11 juin 1814), préfet de la Meurthe (1er octobre 1815 - 1816), comte de Kersaint (à la mort de son frère aîné : 1793), 1er baron de Kersaint et de l'Empire (25 février 1811), chevalier de l'ordre de Saint-Lazare (1778), commandeur de la Légion d'honneur (18 août 1814), commandeur de Saint-Louis (1820), ordre de Sainte-Anne de 2e classe, D'argent, à trois tours de gueules ; au canton des barons militaires de l'Empire brochant. |
|        | Auguste François-Marie de Colbert-Chabanais (18 octobre 1777 - Paris ✝ 3 janvier 1809 - Cacabelos), Général de brigade (24 décembre 1805), 1er baron de Colbert et de l'Empire (2 juillet 1808), membre de la Légion d'honneur (19 frimaire an XII), chevalier de l'ordre de la Couronne de fer, D'or; à la couleuvre d'azur, franc-quartier des barons militaires., |
|        | Édouard de Colbert-Chabanais (18 octobre 1774, Paris – 28 décembre 1853, Paris), général de division (25 novembre 1813), colonel du corps royal des lanciers de France (1814-1815), baron de l'Empire (titre accordé par décret du 19 mars 1808 et lettres patentes du 28 mai 1808, signées à Ebersdorf), grand-croix de la Légion d'honneur (30 mai 1837), commandeur de l'ordre militaire de Maximilien-Joseph de Bavière (1810). D'or à la couleuvre d'azur en pal vivrée surmontée d'un lambel à trois lambeaux du même franc-quartier des barons titrés de l'armée,. |
|        | Jean Antoine François Combelle (6 février 1774 - Le Pouzat (Ardèche) ✝ 15 septembre 1813 - Dresde), colonel (94e de ligne le 14 février 1807), général de brigade (12 avril 1813), général de division (7 septembre 1813), baron Combelle et de l'Empire (décret du 19 mars 1808, lettres patentes du 18 août 1810 (Saint-Cloud)), commandant de la Légion d'honneur (24 novembre 1808), Tiercé en fasce de sinople à l'étoile d'or ; d'or au dextrochère tenant un sabre en fasce de sable, mouvant du flanc dextre, traversant une couronne de laurier de sinople ; et d'azur à la pyramide d'argent accompagnée de deux lions affrontés et contrerampant d'or, un à dextre, un à senestre ; franc quartier des barons titrés de l'armée brochant au 9e de l'écu., |
|        | Nicolas François Conroux (17 février 1770 - Douai (Nord) † 11 novembre 1813 - Bayonne, Saint-Esprit), général de brigade (3 nivôse an XIV : 24 décembre 1805), général de division (31 juillet 1809), baron de Pépinville de l'Empire (19 mars 1808, lettres patentes du 27 novembre 1808), commandant de la Légion d'honneur (décret du 22 juin 1807), Écartelé : aux 1 et 4, de sinople, à trois étoiles d'argent ; au 2 du quartier des barons militaires de l'Empire ; au 3, de sable, au léopard couché d'or, surmonté de trois grenades d'argent, allumées de gueules. ou D'or à quatre cantons égaux : les premier et quatrième de sinople à trois étoiles d'argent ; le deuxième des barons militaires ; le troisième de sable au léopard couché d'or surmonté de trois grenades d'argent allumées de gueule., |
|        | Jean-Baptiste Juvénal Corbineau (1er août 1776 - Marchiennes ✝ 18 décembre 1848 - Paris), Major du 10e régiment de hussards (1806), colonel du 20e régiment de dragons (1807), général de brigade (1811), général de division (1813), baron de l'Empire (lettres patentes du 16 septembre 1808), comte de l'Empire (décret impérial du 19 novembre 1813), grand-croix de la Légion d'honneur (5 mai 1838), chevalier de Saint-Louis (19 juillet 1814), Pair de France (11 septembre 1835), Coupé; le premier parti d'azur au lion rampant d'argent armé d'une épée de même, et de gueules au signe des barons militaires, le deuxième d'or au trois bras de carnation étendus en forme de prestation de serment. Armes parlantes (Les armoiries de Juvénal Corbineau font référence au surnom que lui et ses frères avait reçu de Napoléon Ier (« les Trois Horaces ») ainsi qu'au tableau de Jacques-Louis David, Le Serment des Horaces.). |
|        | Hercule Corbineau (10 avril 1780 - Marchiennes ✝ 5 avril 1823 - Châlons-sur-Marne), chef d'escadron (6 février 1807), Major-colonel des chasseurs à cheval de la Garde impériale (13 juin 1809), chevalier Corbineau et de l'Empire (lettres patentes du 20 août 1808), baron Corbineau et de l'Empire (décret du 13 août 1809, lettres patentes du 9 mars 1810 (Paris)), officier de la Légion d'honneur (17 novembre 1808), D'azur, à la fasce de gueules au signe des chevaliers, accompagnée en chef d'un dextrochère armé d'une massue le tout d'or et en pointe d'un serpent se mordant la queue en cercle d'argent, traversé en sautoir de deux épées hautes d'or ; au franc quartier des barons titrés de notre armée., |
|        | Joseph Corda (26 novembre 1773 - Belrupt-en-Verdunois (Lorraine) ✝ 16 novembre 1843 - Saint-Nicolas d'Acy, actuelle commune de Courteuil), colonel (6 juin 1807), directeur du corps impérial de l'artillerie à Metz (10 mars 1808), général de brigade (6 novembre 1810), lieutenant-général (12 août 1831), baron Corda et de l'Empire (décret du 19 mars 1808, lettres patentes du 7 juin 1808 (Bayonne)), commandeur de la Légion d'honneur (1er mai 1821), Chevalier de Saint-Louis (ordonnance royale du 29 juillet 1814), Parti le premier coupé d'argent à un fort de sable terrassé de même, battu par une mer d'azur et d'or à une épée en pal d'azur entourée d'une branche de laurier de sinople, le deuxième de gueules chargé en chef du quartier de barons sortis de l'armée et en pointe d'un mortier d'or sur son affût accompagné de bombes de même., ou Écartelé : au 1, d'argent, à un fort de sable, terrassé du même, battu par une mer d'azur ; au 2 du quartier des barons militaires de l'Empire ; au 3, d'or, à une épée d'azur, environnée d'une branche de laurier de sinople; au 4, de gueules, au mortier d'or sur son affût, acc. de bombes du même., |
|        | André-Philippe Corsin (31 août 1773 - Piolenc ✝ 18 juin 1854 - Piolenc), colonel du 4e léger (28 mars 1808), général de brigade (15 octobre 1809), Lieutenant général (23 juillet 1823), baron Corsin et de l'Empire (décret du 19 mars 1808, lettres patentes du 12 novembre 1809 (Fontainebleau)), vicomte (17 août 1822, avec dispense du droit de sceaux), grand officier de la Légion d'honneur (1er mai 1821), Chevalier de Saint-Louis (ordonnance royale du 24 août 1814), Chevalier de l'ordre de Saint-Ferdinand d'Espagne (4e classe, 4 décembre 1824), Coupé le premier parti d'or à l'étoile d'azur, entouré d'un cor de chasse (grêlier) du même et de gueules au signe des barons titrés de l'armée ; le deuxième d'azur au trophée de six drapeaux d'argent, surmonté d'un casque en fasce du même., Armes parlantes (Corsin⇔cor de chasse.). |
|        | Julien Marie Cosmao-Kerjulien (27 novembre 1761 - Châteaulin ✝ 17 février 1825 - Brest)), contre-amiral (29 mai 1806), baron Cosmao Kerjulien et de l'Empire (18 décembre 1810), Commandant de la Légion d'honneur (7 avril 1812), Chevalier de Saint-Louis (5 juillet 1814), Grand d'Espagne de 1re classe (sous Joseph Bonaparte), pair de France (2 juin 1815 : Cent-Jours) Écartelé : au I d'azur à deux étoiles d'argent posées en barre ; au II, du quartier des barons militaires de l'Empire ; au III, de gueules plein ; au 4, d'azur, à un vaisseau d'argent, soutenu d'une mer du même. A une croix d'or, brochant sur l'écartelé., |
|        | Antoine-Alexandre de Cosson (9 novembre 1766, Lansac – 9 janvier 1839, Paris), adjudant-commandant (16 brumaire an XII), général de brigade (22 octobre 1808), baron de l'Empire (décret du 19 mars 1808, lettres patentes du 11 août 1808 (Nantes)), commandant de la Légion d'honneur (11 juillet 1807). D'or au lion rampant de gueules, accompagné de deux étoiles d'azur ; au quartier des barons titrés de l'armée. |
|        | Pierre Coste (29 novembre 1767, Quissac – 25 avril 1834, Nîmes), major du 105e de ligne (22 décembre 1803) puis colonel du 59e de ligne (7 avril 1809), légionnaire (25 mars 1804), baron de l'Empire (lettres patentes du 17 avril 1812). Écartelé : au premier, d'azur à trois chevrons alaisés, l'un sur l'autre d'or, soutenus de cinq étoiles en fasce d'argent ; au deuxième, des barons titrés de l'armée ; au troisième, de gueules au lion passant d'or ; au quatrième, d'azur au rocher d'argent, surmonté d'un croissant, les pointes à sénestre d'or. |
|        | Annet-Antoine Couloumy (26 août 1770 - Saint-Pantaléon-de-Larche ✝ 29 octobre 1813 - des suites de ses blessures reçues à la bataille de Leipzig), major du 95e de ligne (6 septembre 1806), colonel-major du régiment des Gardes nationaux de la Garde impériale (20 août 1810), général de brigade (30 août 1813), baron de l'Empire (lettres patentes du 5 décembre 1811), commandant de la Légion d'honneur (30 août 1813), Écartelé : aux I et IV, d'azur, au lion contourné d'argent ; au II, des Barons Militaires de l'Empire ; au III, d'or, à un pal d'azur, chargé de deux étoiles d'or., Toque et lambrequins de baron de l'Empire, croix de Commandant de la Légion d'honneur. Devise : Grenadier et Gendarme. |
|        | Louis François Coutard (19 février 1769 - Ballon (Sarthe) ✝ 22 mars 1852 - Paris), colonel du 65e de ligne (12 vendémiaire an XII), général de brigade (6 août 1811), lieutenant général (25 novembre 1814), baron Coutard et de l'Empire (décret du 19 mars 1808, lettres patentes du 21 décembre 1808 (Madrid)), 1er comte Coutard (24 janvier 1816), grand-croix de la Légion d'honneur (30 octobre 1829), grand-croix de Saint-Louis (1824) Écartelé : le premier d'azur aux trois créneaux d'or posés en fasce ; le deuxième des barons militaires ; le troisième de gueules au lion rampant la tête contournée d'argent tenant une lance polonaise d'or ; le quatrième d'azur aux trois jambes coupées de cheval deux et une, croix d'argent brochant sur les quatre quartiers. |
|        | Antoine-Gabriel Christin (30 juillet 1781 - Saint-Claude ✝ 19 septembre 1844 - Tours), Lieutenant-colonel du génie de la garde impériale, Colonel au corps royal du génie, directeur des fortifications à Strasbourg, chevalier de l'Empire par lettres patentes du 18 août 1810, baron de l'Empire par lettres patentes du 19 juin 1813, officier de la Légion d'honneur, Chevalier de l'ordre de Saint-Louis et de l'ordre militaire de Wurtemberg. Coupé ; au premier d'argent à la croix potencée, de sable ; au deuxième d'azur au cosaque d'or ; la tête contournée, tenant de la sénestre une lance brisée d'argent, et monté sur un cheval galopant du même, soutenu d'une terrasse de sinople et sénestrée d'un foudre de gueules, mouvant du flanc ; franc-quartier des barons titrés de l'armée, brochant au neuvième de l'écu : pour livrées les couleurs de l'écu, le verd en bordure seulement. |
|        | Philibert Jean-Baptiste Curial (21 avril 1774 - Saint-Pierre-d'Albigny ✝ 30 mai 1829 - Paris), Général de division (1809), baron Curial et de l'Empire (décret du 19 mars 1808, lettres patentes de mai 1808 (Bayonne)), comte Curial et de l'Empire (22 mars 1814), grand-croix de la Légion d'honneur (14 février 1815), grand-croix de l'ordre de la Réunion (1813), commandeur de Saint-Louis (20 août 1823), Pair de France (4 juin 1814, comte-pair le 31 août 1817, lettres patentes du 20 décembre 1817, sans majorat), D'or à deux lances en sautoir d'argent en abîme, chargées d'un bouclier de sable bordé d'argent portant pour emblème un foudre or et argent accompagnées de quatre étoiles d'argent; au canton dextre tête de borée au naturel soufflant d'argent, au sénestre quartier de baron sorti de l'armée; en pointe crocodile au naturel contourné, soutenu d'une rivière d'azur, et enchainé au bouclier par une chaine de sable., |
|        | Jean-Baptiste Théodore Curto (25 mai 1770 - Montpellier ✝ 4 septembre 1835 - Paris), colonel du 8e régiment de chasseurs à cheval (28 octobre 1804), général de brigade (6 août 1811), baron Curial et de l'Empire (décret du 15 août 1809, lettres patentes de 9 septembre 1810 (Saint-Cloud)), commandeur de la Légion d'honneur (23 août 1814), Chevalier de l'ordre de la Couronne de Fer (1809 : obtient, après la restauration des Bourbon, des lettres de maintenue de l'empereur d'Autriche), Chevalier (10 juillet 1814), D'azur à la rivière en fasce d'argent, surmontée d'un crocodile passant d'or et soutenu d'un cor de chasse du même : franc quartier des barons titrés de l'armée., |

## D

### Da à Dd
| Figure | Nom du baron et blasonnement |
| ------ | --- |
|        | Jean Melchior Dabadie de Bernet (6 janvier 1748 - Castelnau-Magnoac ✝ 8 mars 1820 - Paris), général de brigade (8 mars 1807), baron Dabadie et de l'Empire (décret du 19 mars 1808, lettres patentes du 17 mai 1810 (Gand)),commandant de la Légion d'honneur (30 août 1814), Chevalier de Saint-Louis (1789), Parti : au I, d'or, à un chêne de sinople, surmonté de trois étoiles d'azur ; au II, d'azur, à trois chevrons d'or ; au canton des barons militaires de l'Empire brochant., |
|        | Jean-Baptiste Dalesme (20 juin 1763 - Limoges ✝ 13 avril 1832 - Paris), général de brigade (1795), lieutenant-général (21 octobre 1814), baron Dalesme et de l'Empire (décret du 15 août 1809, lettres patentes du 23 juin 1809 (Saint-Cloud)), commandant de la Légion d'honneur (25 prairial an XII), chevalier de Saint-Louis (16 août 1814), Coupé, au premier parti à dextre d'azur à trois croissants d'or, à senestre des barons titrés de l'armée, au deuxième d'argent à trois étoiles en fasce d'azur., |
|        | Claude Dallemagne (8 novembre 1754 - Peyrieu en Bugey ✝ 24 juin 1813 - Nemours), général de brigade (23 décembre 1793), Général de division (15 août 1796), général en chef (26 février 1798 - 28 mars 1798), 1er baron Dallemagne et de l'Empire (décret du 29 mars 1813 et lettres patentes du 19 juin 1813), commandant de la Légion d'honneur (14 juin 1804), Commandant de l'ordre de la Couronne de Fer (1807), Chevalier de l'ordre royal et militaire de Saint-Louis (10 juin 1792), Coupé : au I, parti a) d'azur, à la tour d'or maçonnée, ajourée et ouverte de sable, surmontée de trois étoiles d'argent rangées en fasce (la forteresse d'Ehrenbreitstein), b) de gueules, à l'épée haute d'argent ; au II, d'or, au pont de sable de quatre arches ajouré du champ, terrassé de sinople (le pont de Lodi)., |
|        | Louis Gaspard Dard d'Espinay (3 février 1753 - Nevers ✝ 14 juillet 1808 - Nevers), général de brigade (15 septembre 1793), Écartelé : au 1, d'azur, à la pyramide d'or ; au 2 du quartier des barons militaires de l'Empire ; au 3, de gueules, à une hydre (ou un dragon) d'argent languée d'un dard du même ; au 4, de sable, à la lance d'argent en pal. |
|        | Jean Barthélemy Darmagnac (1er novembre 1766 - Toulouse ✝ 13 décembre 1855 - Bordeaux), général de brigade (27 avril 1801), général de division (19 juillet 1808), 1er baron Darmagnac et de l'Empire (1810), 1er vicomte d'Armagnac (11 janvier 1823), grand officier de la Légion d'honneur (13 août 1823), chevalier de l'ordre de la Couronne de fer, Chevalier (8 juillet 1814), puis Commandeur de Saint-Louis (1er mai 1821), Écartelé : au I, d'azur, à trois étoiles d'or ; au II, du quartier des barons militaires de l'Empire ; au III, de gueules, à la pyramide d'argent, mouvant de la pointe, surmontée de deux sabres d'or, passés en sautoir ; au 4, d'azur, au palmier d'or, terrassé du même., |
|        | Jacques Darnaud (8 janvier 1758 - Bricy-le-Boulay ✝ 3 mars 1830 - Paris), général de brigade (arrêté du Directoire exécutif du 12 thermidor an VII (30 juillet 1799), Gouverneur de l'Hôtel des Invalides (22 juin 1811), lieutenant-général honoraire (6 septembre 1814), baron Darnaud et de l'Empire (décret du 28 octobre 1808, lettres patentes du 15 janvier 1809 (Valladolid)), grand officier de la Légion d'honneur (ordonnance du 24 août 1820), Chevalier (ordonnance du 27 juin 1814), puis Commandeur de Saint-Louis (ordonnance du 27 mars 1821), Écartelé ; le premier d'or aux cinq chevrons d'azur superposés surmonté de deux étoiles de gueules ; le deuxième des barons militaires ; le troisième de gueules aux trois tours crénelées d'argent ouvertes du champ deux et une, celle du milieu chargée d'une épée haute en pal d'argent, le quatrième d'azur, coupé d'une rivière d'argent d'où sort un soleil levant d'or., |
|        | Pierre Louis Darnauld (17 mai 1771 - Saint-Pierre (Martinique) ✝ 6 mai 1832 - Paris), général de brigade (17 novembre 1808), baron d'Arnauld et de l'Empire (décret du 3 décembre 1809, lettres patentes du 25 mars 1810 (Compiègne), confirmé dans son titre de baron le 23 mars 1816), Vicomte d'Arnauld (15 août 1821), grand officier de la Légion d'honneur (1er mai 1821), Chevalier de l'ordre de la Couronne de Fer (15 mars 1814 : Louis XVIII l'autorisa, le 18 août suivant, à porter cette décoration), Chevalier de Saint-Louis (21 juillet 1814), D'azur, à trois grenades enflammées d'or, au comble d'argent chargé de deux étoiles d'azur ; au franc quartier des barons titrés de l'armée. |
|        | François-Isidore Darquier (5 juin 1770 - Beaumont-de-Lomagne ✝ 12 décembre 1812 - Vitoria-Gasteiz), lieutenant-colonel aux grenadiers à pied de la Garde impériale, colonel-major (5 février 1809), chevalier Darquier et de l'Empire (lettres patentes du 20 août 1808), baron Darquier et de l'Empire (décret du 15 mars 1810, lettres patentes du 11 juin 1810 (Saint-Cloud)), officier de la Légion d'honneur (14 mars 1806), Chevalier de l'ordre de la Couronne de Fer (1810), - Armes de chevalier de l'Empire : D'argent, à la bande de gueules au signe des chevaliers, accompagnée en chef d'un casque grillé de sable, taré de profil, accosté de deux étoiles d'azur, et en pointe d'un lion léopardé de gueules, regardant, passant sur une terrasse de sinople et tenant de sa patte levée cinq piques de sable, posées sur son épaule. - Armes de baron de l'Empire : Coupé, au premier parti à dextre d'argent au casque taré de fasce de sable, surmonté de deux étoiles d'azur ; à sénestre des barons titrés de l'armée ; au deuxième d'azur au lion léopardé la tête contournée d'or, portant un faisceau de lance d'argent, posées en barre. |
|        | Augustin Darricau (5 juillet 1773 - Tartas ✝ 7 mai 1819 - Dax), général de brigade (15 février 1807), général de division (31 juillet 1811), baron Darricau et de l'Empire (décret du 19 mars 1808, lettres patentes du 27 juillet 1808 (Toulouse)), grand officier de la Légion d'honneur (14 février 1815), Chevalier de Saint-Louis (1814), Écartelé : au premier d'azur à la pyramide d'argent ; au deuxième des barons militaires ; au troisième de gueules au vol d'argent sur lequel broche un cœur d'or ; au quatrième d'azur au pont d'or, adextré d'une tour de même, cantonnée à sénestre d'un foudre d'or, le tout soutenu d'un fleuve d'argent. |
|        | Pierre Daumesnil (14 juillet 1776 - Périgueux ✝ 17 août 1832 - Paris), colonel-major des Chasseurs à cheval de la Garde impériale (15 juin 1809), Général de brigade (1809), lieutenant-général (27 février 1831), baron Daumesnil et de l'Empire (décret du 13 avril 1809, lettres patentes du 9 mars 1810 (Paris)), commandant de la Légion d'honneur (21 février 1812), Chevalier de l'ordre de la Couronne de Fer, Chevalier de Saint-Louis (17 janvier 1815), Coupé le premier parti de sinople, au cor de chasse d'or et de gueules au signe des barons titrés de l'armée, le deuxième d'azur au trophée de sept drapeaux et deux fusils avec bayonnettes d'argent, soutenus de deux tubes de canon du même., |
|        | Charles Daurier (29 juin 1761 - Saint-Paulien ✝ 29 mai 1833 - Nancy), général de brigade (19 floréal an II), lieutenant-général (1820), 1er baron Daurier et de l'Empire (lettres patentes du 19 janvier 1812), commandant de la Légion d'honneur (25 prairial an XII), Chevalier de Saint-Louis (21 août 1814), Membre de la Société des Cincinnati des États-Unis d'Amérique, Écartelé : au 1 d’azur à trois étoiles d’or ; au 2 de gueules à l’épée haute en pal d’argent ; au 3 d’argent à trois chevrons de gueules au chef du même chargé d’un lion naissant en contourné d’argent ; au 4 d’azur à un cheval cabré d’or., |
|        | Guillaume Dauture (28 juin 1770 - Pontacq ✝ 12 avril 1820 - Pau), colonel du 9e d'infanterie légère (10 février 1810), général de brigade (25 novembre 1813), baron Dauture et de l'Empire (1812, lettres patentes du 3 février 1813), commandeur de la Légion d'honneur (27 décembre 1814), Chevalier de Saint-Louis (19 juillet 1814), Chevalier de l'ordre de l'Épée de Suède D'azur à deux épées en sautoir d'argent ; au comble d'or chargé de trois étoile d'azur ; au franc-quartier des barons militaires. |
|        | Louis Alexandre Davout (14 septembre 1773 - Étivey, province de Bourgogne ✝ 3 septembre 1820 - Ravières (Yonne)), colonel (17 pluviôse an XIII), général de brigade (6 août 1811), 1er baron Davout et de l'Empire (décret du 19 mars 1808, lettres patentes du 22 novembre 1808) (Burgos)), commandant de la Légion d'honneur (7 juillet 1807), Chevalier de Saint-Louis (19 janvier 1817), Chevalier de l’ordre de Saint-Henri de Saxe (autorisé par décret impérial du 8 mars 1808), - Les lettres patentes donnent : Écartelé ; au premier de gueules à la croix d'or chargée de cinq étoiles d'azur posées une, trois et une;au deuxième des barons militaires; au troisième d'argent à l'ancre avec son anneau de sable, surmonté d'un comble de gueules chargé de trois rosettes d'or posées en fasce; au quatrième d'or, chargé de deux lions rampants de gueules adossés tenant chacun une lance polonaise de sable, et entouré d'une bordure companée d'or et de gueules. - On trouve aussi : Ecartelé : au I, de gueules, à la croix d'or, chargée de cinq molettes de sable (d'Avout) ; au II, du quartier des barons militaires de l'Empire ; au III, d'argent, à l'ancre de sable, au comble de gueules, chargé de trois roses d'or ; au IV, d'or, à deux lions de gueules adossés, chacun tenant une lance polonaise de sable, à la bordure componée d'or et de gueules., |

### De à Dz
| Figure | Nom du baron et blasonnement |
| ------ | --- |
|        | Louis-Victor Decaux (23 mai 1775 - Douai ✝ 6 juin 1845 - Saint-Germain-en-Laye), chef de bataillon (1er août 1799), chef de division du ministère de la Guerre (1807), colonel (7 mars 1810), général de brigade (1811), lieutenant-général (30 juillet 1823), chevalier de Blacquetot et de l'Empire (lettres patentes du 2 juillet 1808 avec dotation sur le Mont-de-Milan de 500 francs le 8 septembre 1808), baron de Blacquetot et de l'Empire (décret du 29 décembre avec dotation de 4 000 francs, lettres patentes du 11 novembre 1813), vicomte (17 février 1817, lettres patentes du 31 janvier 1818), grand-croix de la Légion d'honneur (30 mai 1837), Chevalier (27 juin 1814), puis, Commandeur (3 janvier 1823), puis, Grand-croix de Saint-Louis (8 août 1829), Grand-croix de l'ordre de Charles III, Grand-croix de l'ordre de Saint-Ferdinand d'Espagne, Grand-croix de l'ordre d'Isabelle-la-Catholique, Commandeur de l'ordre impérial de Léopold, Commandeur de l'ordre royal des Guelfes, Commandeur de l’ordre de Saint-Henri de Saxe, Chevalier de 1re classe de l'ordre de Sainte-Anne de Russie, Pair de France (11 octobre 1832), - Armes du chevalier de Blacquetot et de l'Empire : Parti de gueules et de sable, le gueules au chevron d'or accompagné en chef de deux étoiles et en pointe d'une rose, le tout d'argent; le sable chargé de deux alérions, posés en fasce d'argent; à la champagne de gueules brochante chargée au signe des chevaliers légionnaires. - Armes du baron de Blacquetot et de l'Empire : Parti de gueules et de sable, le gueules au chevron d'or accompagné en chef de deux étoiles et en pointe d'une rose, le tout d'argent; le sable chargé de deux alérions, posés en fasce d'argent; au franc-quartier des barons militaires. |
|        | Pierre Decouz (18 juillet 1775 - Annecy ✝ 18 février 1814 - Paris), colonel du 21e de Ligne (1805), général de brigade (1809), général de division (1814), 1er baron Decouz et de l'Empire (décret du 19 mars 1808, lettres patentes du 27 novembre 1808 (Camp impérial d'Aranda de Duero), commandeur de la Légion d'honneur, Écartelé, le premier d'argent au croissant de sable surmonté d'un cœur de gueules, au comble d'azur chargé de trois étoiles d'or posées en fasce ; le deuxième des barons militaires ; le troisième d'azur à la forteresse d'or maçonnée et brêchée de sable, baignée d'une mer d'argent ; le quatrième à la momie d'or en rencontre, posée en pal, accompagnée à dextre de six fers de lance, deux, deux et deux, d'argent, et à sénestre de même., |
|        | Antoine Louis Decrest (8 décembre 1761 - Paris ✝ 4 octobre 1835 - Neuilly), général de brigade (12 pluviôse an XIII), général de division (12 juillet 1809), baron Decrest de Saint Germain et de l'Empire (décret du 19 mars 1808, lettres patentes du 15 janvier 1809 (Valladolid)), comte Saint-Germain et de l'Empire (décret impérial du 28 septembre 1813), grand officier de la Légion d'honneur (27 décembre 1814), Chevalier de Saint-Louis (1814), D'or ; à la fasce échiquetée de sable et d'azur, accompagnée en pointe de trois grues de sable tenant chacune de la dextre leur vigilance d'argent et soutenues d'une terrasse de sinople, quartier des barons militaires., |
|        | Paul Dein (24 février 1748, Rhétiers – 31 mars 1831, Plounévez-Lochrist), colonel du 15e de ligne (28 juin 1808), commandant en second à l'école militaire de Saint-Cyr (13 août 1812), commandant du Morbihan (9 novembre 1813), retraité avec le grade de maréchal de camp (5 août 1822), baron de l'Empire (15 août 1809), officier de la Légion d'honneur (12 novembre 1808), chevalier de Saint-Louis (29 octobre 1826). D'or, à un daim passant de sable, au chef d'azur, chargé de trois étoiles d'argent ; au franc-quartier des barons titrés de l'armée,. |
|        | Pierre François Marie Auguste Dejean (10 août 1780 - Amiens ✝ 17 mars 1845 - Paris), général de brigade (6 août 1811), lieutenant-général (23 mars 1814), baron Dejean et de l'Empire (décret du 19 mars 1808, lettres patentes du 1er juin 1808 (Bayonne)), 2e comte Dejean (1824), grand-croix de la Légion d'honneur (14 avril 1844), Chevalier de Saint-Louis (5 septembre 1814), pair de France (14 juin 1824, à titre héréditaire), D'argent au griffon essorant de sable au comble d'azur chargé à dextre de deux étoiles et d'un croissant d'or et à sénestre du quartier des barons sortis de l'armée., |
|        | Jean-Baptiste Deban de Laborde, dit Laborde (14 novembre 1769 - Paris ✝ 6 juillet 1809 - bataille de Wagram), aide de camp de Jean-Andoche Junot (1800-1805), colonel du 8e régiment de hussards (6 février 1805), baron Laborde et de l'Empire (décret du 19 mars 1808, lettres patentes de mai 1808 (Bayonne)), officier de la Légion d'honneur, grand-croix de l'ordre du Christ (Brésil), Parti : d'azur, au chevron d'or accosté en chef d'une merlette d'argent et en pointe d'une main dextre d'or tenant une branche de laurier de sinople et d'argent, au lion rampant et contourné de sable, coupé de gueules, au signe des barons sortis de l'armée. Livrées : bleu, noir, rouge, blanc. |
|        | Pierre Denis de La Châtre (7 novembre 1763 - Issoudun ✝ 27 juillet 1820 - Issoudun), colonel du 47e régiment d'infanterie de ligne, 1er baron Delachastre et de l'Empire (décret du 15 août 1809, lettres patentes du 27 septembre 1810 (Fontainebleau)), officier de la Légion d'honneur (25 prairial an XII), De gueules coupé d'un trait de sable, au premier chargé d'un lion contourné d'or, au quatrième chargé d'une croix de vair : franc-quartier des barons titrés de l'armée à la filière d'argent au neuvième de l'écu, au deuxième de gueules, à la croix ancrée de vair. ou Coupé : au I parti de gueules au lion contourné d'or et du quartier des barons titrés de l'armée ; au II, de gueules, à la croix ancrée de vair. |
|        | Charles-Henri Delacroix (9 janvier 1779 - Paris ✝ 30 décembre 1845 - Bordeaux), colonel (20 décembre 1807), aide de camp d'Eugène de Beauharnais, colonel du 9e régiment de chasseurs à cheval (20 août 1808), maréchal-de-camp honoraire (1815), baron Delacroix et de l'Empire (décret du15 août 1809, lettres patentes du 17 mai 1810 (Gand)), commandant de la Légion d'honneur (15 août 1812), Chevalier de Saint-Louis (26 octobre 1814), Chevalier de l'ordre de la Couronne de Fer, D'azur à la cotte d'armes d'argent chargée d'une croix fourchue de gueules et accompagnée de trois étoiles d'or deux en chef et une en pointe ; franc quartier des barons titrés de l'armée. |
|        | Jean-Baptiste Grégoire Delaroche (19 novembre 1767 - Dieppe ✝ 27 avril 1845 - château de Selorre, Saint-Yan (Saône-et-Loire)), général de division (2 février 1808), baron Delaroche et de l'Empire (décret du 19 mars 1808, lettres patentes du 9 décembre 1809 (Paris)), grand officier de la Légion d'honneur (14 février 1815), chevalier de Saint-Louis, (19 juillet 1814), Coupé, le premier parti d'argent, au sabre en pal la pointe haute de gueules, chargé d'une fasce d'azur à trois étoiles du champ ; et de gueules aussi des barons titrés de l'armée, au deuxième d'azur au casque de fasce, grillé d'or, doublé de gueules, accompagné de deux étoiles du même. |
|        | Aimé-Charles-Julien Delarue de la Gréardière (15 novembre 1769 - Condé-sur-Noireau ✝ 19 octobre 1816), capitaine de vaisseau (frimaire an VIII), baron Delarue de la Gréardière et de l'Empire (9 mai 1811), officier de la Légion d'honneur (25 prairial an XII), Écartelé : au 1, d'azur, à trois étoiles mal-ordonnées, la première d'or, rayonnante de gueules, et les deux autres d'argent ; au 2, du quartier des barons militaires de l'Empire ; au 3, d'or, à une tour de sable sur un rocher issante d'une eau, le tout au naturel ; au 4, de sinople, à une colombe d'argent, volante au-dessus d'un mont du même, soutenu d'une terrasse de sable. |
|        | Jean-Marie-Auguste Aulay de Launay, dit « Delaunay » (28 juin 1765 - Bayonne ✝ 11 juin 1841), général de brigade (25 germinal an II), lieutenant-général honoraire (10 mai 1816), baron Delaunay et de l'Empire (décret du 15 août 1809, lettres patentes du 31 janvier 1810 (Paris)), commandant de la Légion d'honneur (25 prairial an XII), Ecartelé au premier d'or à la fasce d'azur chargée de trois merlettes d'argent surmontée d'un soleil de gueules cantonné à dextre ; au deuxième d'azur à la licorne galoppant d'argent ; au troisième d'azur au trophée de six drapeaux d'argent, montés et cravattés d'or, surmontés d'un croissant d'or ; au quatrième de gueules à la tour d'or, ouverte, maçonnée et ajourée de sable, surmontée de trois étoiles en fasce, aussi d'or : franc quartier des barons titrés de l'armée. |
|        | Victor Joseph Delcambre (10 mars 1770 - Douai ✝ 23 octobre 1858 - Paris), colonel du 23e léger (9 juillet 1809), colonel-major du 5e régiment de voltigeurs de la Garde impériale (24 janvier 1813), général de brigade (23 juillet 1813), baron de Champvert et de l'Empire (4 juin 1810), vicomte (12 février 1824), grand officier de la Légion d'honneur (23 mai 1825), Chevalier de l'ordre de la Couronne de Fer, Chevalier de Saint-Louis (29 juillet 1814), Chevalier de 3e classe de l’ordre de l'Aigle rouge de Prusse (3 septembre 1817), Coupé d'argent sur azur, au lion de l'un en l'autre, tenant une épée de gueules ; au canton des barons militaires de l'Empire brochant. |
|        | Marie Joseph Raymond Delort (28 septembre 1769 - Vic-Fezensac ✝ 24 juillet 1846 - La Chaussée-Saint-Victor), Colonel du 4e régiment de dragons (1805), Général de brigade (6 août 1811), Général de division (18 février 1814), chevalier de l'Empire (avec dotation en 1808), baron de l'Empire (lettres patentes du 14 février 1810), Pair de France (3 octobre 1837), commandant de la Légion d'honneur (14 juin 1813), Écartelé : au I, d'or, à un casque de sable, taré de front, doublé de gueules, grillé d'or, panaché de gueules ; au II du quartier des barons militaires de l'Empire ; au III, d'azur, à la barre d'argent, ch. d'une étoile du champ; au IV, d'argent, au lion de gueules., |
|        | Alexis Joseph Delzons (26 mars 1775 - Aurillac ✝ 24 octobre 1812 - Bataille de Maloyaroslavets), général de brigade (30 novembre 1801), général de division (15 février 1811), baron de l'Empire (2 juillet 1808), Commandant de la Légion d'honneur (14 juin 1804), Coupé : au 1, parti : a. d'or à trois ormes au naturel, surmontés de deux étoiles d'azur ; b. du quartier des barons militaires de l'Empire ; au 2, de sable, à un crocodile passant d'or, acc. en chef d'un croissant d'argent., |
|        | Marc Jean Demarçay (11 août 1772 - Martaizé ✝ 21 mai 1839 - Paris), colonel (19 fructidor an VIII), commandant de l'École d'artillerie et du génie de Metz (1806), major-général au royaume de Hollande (1807), général de brigade (21 janvier 1810), 1er baron Demarçay et de l'Empire (10 septembre 1808), commandant de la Légion d'honneur (1805), Écartelé : au I, d'argent, à une piramide de sable ; au II du quartier des barons militaires de l'Empire ; au III, d'azur, à une tour d'or, ouverte, ajourée et maçonnée de sable; au IV, d'or, à un bélier militaire de sable, posé en fasce, avec sa chaîne du même.'', |
|        | Jean-Jacques Desvaux de Saint-Maurice (26 juin 1775 - Paris ✝ 18 juin 1815 - bataille de Waterloo), colonel du 6e d'artillerie à cheval (29 octobre 1803), général de brigade (9 juillet 1809), général de division (6 novembre 1813), colonel de l'artillerie de la Garde impériale (11 avril 1815), baron Desvaux de Saint-Maurice et de l'Empire (30 octobre 1810), commandant de la Légion d'honneur (16 mai 1813), Écartelé : au I, d'azur, à deux tubes de canon d'or, passés en sautoir ; au II du quartier des barons militaires de l'Empire ; au III, de gueules, à la fasce d'or, ch. de trois glands effeuillés de sinople, la queue en haut, et accompagné de trois étoiles d'or ; au IV, de sinople, au chevron, accompagné en chef de deux croissants et en pointe de trois tours mal-ordonnées, le tout d'or., |
|        | Guillaume Dode de la Brunerie, (30 avril 1775 - Saint-Geoire-en-Valdaine ✝ 28 février 1851 - Paris), colonel (26 décembre 1805), général de brigade (3 juin 1809), lieutenant-général (20 août 1814, confirmé dans son nouveau grade le 28 avril 1815 (Cent-Jours)), Pair de France (23 décembre 1823), Maréchal de France (17 septembre 1847), baron de l'Empire (décret impérial du 19 mars 1808, lettres patentes le 29 juin 1808, avec une dotation de 4 000 francs de rente annuelle sur la Westphalie (17 mars 1808)), vicomte (15 février 1823), grand-croix de la Légion d'honneur (28 avril 1843), Chevalier de l'Ordre du mérite militaire de Bavière (9 décembre 1807), Chevalier (27 juin 1814) puis Commandeur de Saint-Louis (3 septembre 1823), Grand-croix de l'ordre de Charles III (21 novembre 1823), chevalier de l'ordre russe de Saint-Alexandre Nevsky (8 mars 1824), Ecartelé, au I, d'or à un dromadaire de sable ; au II, du quartier des barons militaires de l'Empire ; au III, d'azur à un compas d'or ; au IV d'argent à trois croissants d'azur. |
|        | Guy-Victor Duperré, (20 février 1775 - La Rochelle ✝ 2 novembre 1846 - Paris), capitaine de frégate (septembre 1806), capitaine de vaisseau (12 juillet 1808), contre-amiral (septembre 1811), Préfet maritime de Toulon (Cent-Jours), vice-amiral (octobre 1823), préfet maritime de Brest (janvier 1827), Pair de France (18 août 1830), 1er baron Duperré et de l'Empire (septembre 1811), grand-croix de la Légion d'honneur (1831), Chevalier (1814) puis Commandeur de Saint-Louis (1824), Grand-croix de l'ordre du Danebrog, Grand-croix de l'ordre de Charles III, baron et Pair de France (1830), D'azur semé d'étoiles d'argent à un lion du même, armé et lampassé de gueules brochant ; au canton des barons militaires de l'Empire brochant sur le tout., |
|        | Pierre François Joseph Durutte (13 juillet 1767 - Douai ✝ 18 avril 1827 - Ypres (Belgique)), général de division (1803), baron Durutte et de l'Empire (1809), 1er comte Durutte et de l'Empire (1813), grand officier de la Légion d'honneur (23 août 1814), Chevalier de l'ordre de la Couronne de Fer (17 juillet 1809), Chevalier de Saint-Louis (27 juin 1814), Armes de baron de l'Empire : Écartelé: au 1, d'or, au chevron d'azur, accompagné de trois merlettes de sable, au comble du même; au 2, du quartier des barons militaires de l'Empire ; au 3, d'or, au chevron de gueules, accompagné de trois roses au naturel, tigées et feuillées de sinople ; au 4, d'argent, semé de fleurs de lin (quartefeuilles) d'azur, boutonnées d'or. |

## E
| Figure | Nom du baron et blasonnement |
| ------ | --- |
|        | Jean-Baptiste Eblé (22 décembre 1757 - Saint-Jean-Rohrbach ✝ 31 décembre 1812 - Königsberg), général de brigade (27 septembre 1793), général de division (1793), Général-colonel des Gardes du Corps Westphaliens (juin 1809), Chambellan du Roi Jérôme (28 août 1809), ministre de la guerre du Royaume de Westphalie, baron Eblé et de l'Empire (26 octobre 1808), 1er comte Eblé et de l'Empire (1812), grand officier de la Légion d'honneur (25 prairial an XII), grand-croix de l'ordre du Lion de Bavière (1806), et grand commandeur de l'ordre royal de Westphalie D'or à quatre cantons, le premier d'azur à trois épis d'or, liés par la tige, le deuxième des barons militaires, le 3e de gueules à deux épées en sautoir d'argent, le 4e d'azur au lion rampant et contourné d'or., |
|        | Jean-Baptiste Estève de Latour (2 janvier 1768 - Entrecasteaux ✝ 14 février 1837), chef de bataillon (par un arrêté du premier Consul, le 27 germinal an IX), major du 1er régiment de la garde de Paris le 12 juillet 1806, colonel-major commandant le 4e régiment de voltigeurs de la Garde impériale, colonel au 118e régiment d'infanterie de ligne (1er novembre 1810), Général de brigade (23 juillet 1813), 12 avril 1813, baron de l'Empire (12 avril 1813), Légionnaire (23 vendémiaire an XII (membre de droit, comme ayant à cette époque reçu une arme d'honneur)), puis officier de la Légion d'honneur (25 prairial an XII, remis le 15 juillet 1804 aux Invalides), Écartelé : aux I et IV d'argent au bananier arraché de sinople, fruité de gueules; au II des barons militaires, franc-quartier à senstre, de gueules à l'épée haute en pal d'argent; au III d'azur au pont de trois arches en ruines d'or, soutenu de sinople. |
|        | Louis Évain (14 août 1775 - Angers ✝ 10 août 1832), chef de bataillon (6 brumaire an XII), colonel (9 février 1809), général de brigade (12 avril 1813, maréchal de camp par ordonnance du 15 avril 1818), lieutenant-général (3 janvier 1822), Général de brigade (1822), lieutenant-général (3 janvier 1822), ministre de la guerre de Belgique, 1er baron Evain et de l'Empire (1813, confirmé fin 1814), grand officier de la Légion d'honneur (8 juin 1832), chevalier de Saint-Louis (27 juin 1814), Écartelé : au 1 d'azur à deux étoiles d'or en fasce, au 2 des Barons militaires, au 3 d'argent à la forteresse donjonnée de trois tours de sable, au 4 échiqueté d'or et d'azur., |
|        | Rémy Joseph Isidore Exelmans (1775 ✝ 1852), général de division (1812), baron d'Empire (1808) puis comte d'Empire (1813), Pair de France (1815 et 1831), Maréchal de France (1851), sénateur (1852), grand écuyer du roi de Naples et grand-croix de la Légion d'honneur le 21 août 1830, Grand Dignitaire de l'Ordre royal des Deux-Siciles, Ecartelé : au I, d'argent, au cheval effaré de sable ; au II, du quartier des barons militaires de l'Empire ; au III, parti d'azur, à la ruche d'or et d'azur à la croix d'or ; au IV, d'argent, à trois merlettes de sable. |